# 李廷伟
李廷伟（1978年—），贵州德江人，土家族，中华人民共和国政治人物、第十二届全国人民代表大会解放军代表。
毕业于国防科学技术大学信息与通信工程专业。加入中国共产党。2013年，担任全国人大代表。